# FK Bosna Union
Der FK Bosna Union, auch bekannt als FK Bosna Sema, war ein Fußballverein aus Ilidža, einem Vorort der bosnischen Hauptstadt Sarajevo. Der Name Bosna Sema leitet sich von den Bildungsinstituten in der Stadt ab. Obwohl der Verein eigentlich aus Ilidža kommt trug er seine Heimspiele im Stadion Asim Ferhatović Hase in Sarajevo aus.

## Geschichte
Der Verein wurde im Mai 2014 unter dem Namen FK Bosna Sema gegründet. Seit seinem Abstieg in die 3. Liga trug der Verein den Namen FK Bosna Union. 2019 wurde der Verein aufgelöst.

## Erfolge
- Meister der Kantonsliga Sarajevo: 2014/15
- Meister der Druga Liga FBiH Mitte: 2015/16